# FIA Alternative Energies Cup 2013
La FIA Alternative Energies Cup 2013 è stata la stagione 2013 del Campionato del mondo per auto ad energia alternativa organizzato dalla Federazione Internazionale dell'Automobile. Si è svolta dal 20 marzo al 18 ottobre, comprendendo otto prove in sette Paesi.

## Calendario e vincitori
| Data            | Gara                             | Vincitore        | 2° Class.         | 3° Class.        |
| --------------- | -------------------------------- | ---------------- | ----------------- | ---------------- |
| 20 marzo 2013   | Rallye Montecarlo                | Jean Verrier     | Laurent Caro      | Luis Murguía     |
| 31 maggio 2013  | V Eco Rallye Vasco Navarro       | Txema Foronda    | Maykel del Cid    | Iker Torrentegui |
| 8 giugno 2013   | 2° Ecorally della Mendola        | Roberto Viganò   | Massimo Liverani  | Guido Guerrini   |
| 28 giugno 2013  | 2° Sestrière Ecorally            | Roberto Viganò   | Vincenzo Di Bella | Massimo Liverani |
| 10 luglio 2013  | 2nd Tesla Rally                  | Massimo Liverani | Guido Guerrini    | Gregor Zdovc     |
| 19 luglio 2013  | Rally Eco Bulgaria               | Massimo Liverani | Guido Guerrini    | Elvis Georgiev   |
| 5 ottobre 2013  | Hi-Tech Ecomobility Rally, Atene | Massimo Liverani | Guido Guerrini    | Elvis Georgiev   |
| 18 ottobre 2013 | 8° Ecorally San Marino-Vaticano  | Massimo Liverani | Nicola Ventura    | Stefano Pezzi    |

## Classifica piloti
| Punti | Pilota (Prime posizioni)                     |
| ----- | -------------------------------------------- |
| 88    | Massimo Liverani                             |
| 64    | Guido Guerrini                               |
| 26    | Roberto Viganò, Gregor Zdovc, Raymond Durand |
| 24    | Elvis Georgiev                               |

## Classifica co-piloti
| Punti | Co-pilota (Prime posizioni)       |
| ----- | --------------------------------- |
| 60    | Fulvio Ciervo                     |
| 39    | Francesca Olivoni                 |
| 34    | Valeria Strada                    |
| 26    | Andrea Fovana, Emanuele Calchetti |
| 24    | Elena Pisarska                    |
| 22    | Nenad Stojanović                  |

## Classifica costruttori
| Punti | Costruttore (Prime posizioni) |
| ----- | ----------------------------- |
| 96    | Abarth                        |
| 74    | Alfa Romeo                    |
| 64    | Toyota                        |
| 42    | Opel                          |
| 30    | Dacia                         |
| 28    | Honda                         |
| 26    | Peugeot                       |
| 24    | Infiniti                      |